# Unione Politica Maltese
Unione Politica Maltese (malt. Unjoni Politika Maltija) – partia polityczna działająca na Malcie w latach 1920–26.

## Historia
Partia została założona w 1920 jako wynik połączenia Malta Political Association i Patriotic Committee.
Wyłoniła się jako największa partia w parlamencie w wyniku wyborów w 1921 i jej przywódca Joseph Howard został pierwszym w kraju premierem.
W wyborach w 1924 partia została zredukowana do 10 mandatów i musiała utworzyć koalicję z Partito Democratico Nazionalista, aby uzyskać większość. W 1926 obie partie połączyły się, tworząc Partię Narodową.
W 1947 Democratic Action Party została założona jako odrodzona Unione Politica Maltese.

## Wyniki wyborów
| Wybory | Lider              | Głosy | %    | Miejsca w parlamencie | +/– | Pozycja partii | Rząd           |
| ------ | ------------------ | ----- | ---- | --------------------- | --- | -------------- | -------------- |
| 1921   | Joseph Howard      | 7 999 | 39,1 | 14/32                 | 14  | 1              | mniejszościowy |
| 1924   | Francesco Buhagiar | 6 553 | 27,2 | 10/32                 | 4   | 2              | koalicyjny     |